# Ottawa-Centre (circonscription provinciale)
Circonscription électorale provinciale du Canada
Ottawa-Centre ((en) Ottawa Centre) est une circonscription provinciale de l'Ontario représentée à l'Assemblée législative de l'Ontario depuis 1967.

## Géographie
La circonscription englobe le centre-ville d'Ottawa au nord-ouest de la rivière Rideau. 
Les circonscriptions limitrophes sont Ottawa-Ouest—Nepean, Ottawa-Sud et Ottawa—Vanier.

## Résultats électoraux

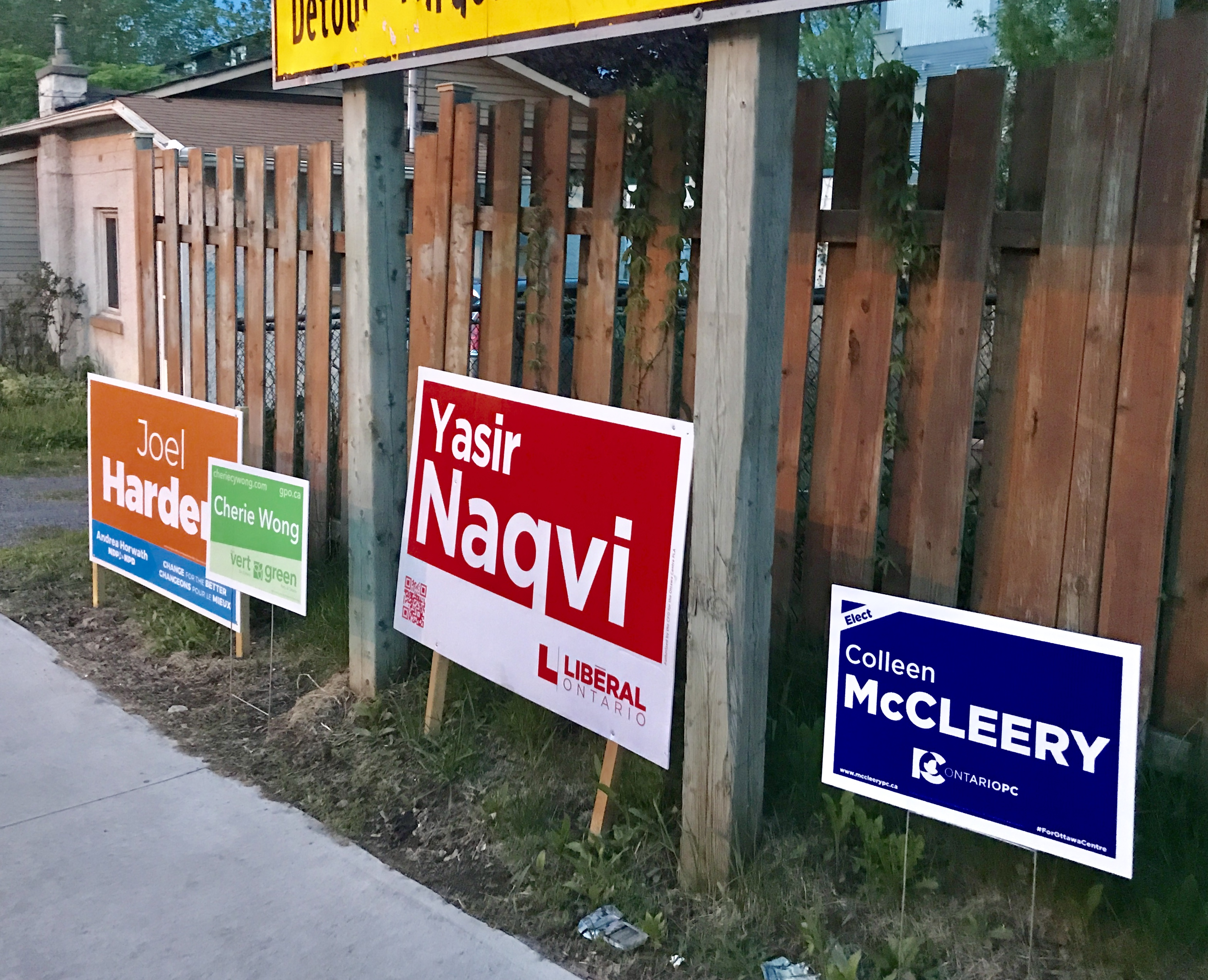
Élection générale ontarienne de 2018

## Historique
| Législature   | Années        | Député             | Député              | Parti         |
| ------------- | ------------- | ------------------ | ------------------- | ------------- |
| Ottawa-Centre |               |                    |                     |               |
| 28e           | 1967-1971     |                    | Harold MacKenzie    | Libéral       |
| 29e           | 1971-1975     |                    | Michael Cassidy     | Néo-démocrate |
| 30e           | 1975-1977     |                    | Michael Cassidy     | Néo-démocrate |
| 31e           | 1977-1981     |                    | Michael Cassidy     | Néo-démocrate |
| 32e           | 1981-1984     |                    | Michael Cassidy     | Néo-démocrate |
| 32e           | 1984-1985     | Evelyn Gigantes    |                     | Néo-démocrate |
| 33e           | 1985-1987     | Evelyn Gigantes    |                     | Néo-démocrate |
| 34e           | 1987-1990     |                    | Richard Patten      | Libéral       |
| 35e           | 1990-1995     |                    | Evelyn Gigantes (2) | Néo-démocrate |
| 36e           | 1995-1999     |                    | Richard Patten (2)  | Libéral       |
| 37e           | 1999-2003     |                    | Richard Patten (2)  | Libéral       |
| 38e           | 2003-2007     |                    | Richard Patten (2)  | Libéral       |
| 39e           | 2007-2011     | Yasir Naqvi        |                     | Libéral       |
| 40e           | 2011-2014     | Yasir Naqvi        |                     | Libéral       |
| 41e           | 2014-2018     | Yasir Naqvi        |                     | Libéral       |
| 42e           | 2018-2022     |                    | Joel Harden         | Néo-démocrate |
| 43e           | 2022–2025     |                    | Joel Harden         | Néo-démocrate |
| 44e           | 2025-en cours | Catherine McKenney |                     | Néo-démocrate |

## Circonscription fédérale
Depuis les élections provinciales ontariennes du 4 octobre 2007, l'ensemble des circonscriptions provinciales et des circonscriptions fédérales sont identiques.